# 3382 Cassidy
3382 Cassidy este un asteroid din centura principală, descoperit pe 7 septembrie 1948, de Henry Giclas.